# Xe Kaman
Xe Kaman je rijeka u jugoistočnom Laosu, pritok rijeke Kong. Protječe kroz Nacionalo područje očuvanja biološke raznolikosti Dong Ampham u provinciji Attapeu. Poznato je da rijeka ima populacije dupina. Područje uništava brana koja se gradi na rijeci. Selo Ban Hin Dam leži na rijeci i iz njega polaze izleti brodom.